# Jeroen Verhoeven
Jeroen Verhoeven (* 30. dubna 1980, Naarden, Nizozemsko) je nizozemský fotbalový brankář, který hraje v nizozemském klubu FC Utrecht.

## Klubová kariéra
Začínal ve fotbalové akademii Ajaxu. Poté prošel postupně kluby RKC Waalwijk, FC Volendam, AFC Ajax (návrat) a FC Utrecht.